# Sumet Jumsai Na Ayudhaya

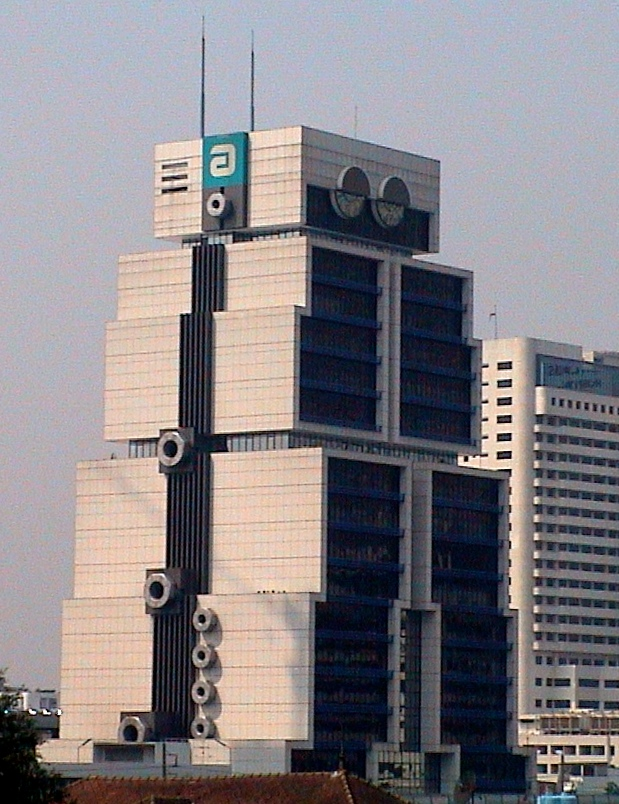
Sumet Jumsai Na Ayudhaya – Robot Building w Bangkoku

Sumet Jumsai Na Ayudhaya (taj. สุเมธ ชุมสาย ณ อยุธยา, ur. 30 marca 1939 w Bangkoku, Tajlandia) – tajski architekt XX w. Posiada tytuł Narodowego Architekta Tajlandii, przyznawany przez specjalną komisję państwową. 

## Dzieła
- szkoła dla niewidomych w Bangkoku – 1971
- Muzeum Wiedzy (Science Museum) w Bangkoku – 1977
- Azjatycki Instytut Technologii w Bangkoku – 1981 do 1983
- Condominium Village (ośrodek wypoczynkowy) w Ban Saray (Tajlandia) – 1982
- Robot Building (biurowiec) w Bangkoku – 1986
- Nation Building w Bangkoku – 1988